# Tana (állat)
A tana vagy nagy mókuscickány (Tupaia tana) egy, az átlagosnál lényegesen nagyobb termetű és hosszabb farkú mókuscickány – körülbelül akkora, mint egy európai mókus.
A nagy mókuscickányt és közeli rokon faját, a  csíkoshátú mókuscickányt (Tupaia dorsalis) egyes szerzők elkülönítik a Tupaia nem tagjaitól és a különálló Lynogale nembe sorolják azokat. Ekkor a faj tudományos neve Lynogale tana.

## Elterjedése
A faj Szumátra, Borneó és néhány környéken levő kisebb sziget erdeiben honos.

## Alfajai
- Tupaia tana tana
- Tupaia tana banguei
- Tupaia tana besara
- Tupaia tana bunoae
- Tupaia tana cervicalis
- Tupaia tana chrysura
- Tupaia tana kelabit
- Tupaia tana kretami
- Tupaia tana lingae
- Tupaia tana masae
- Tupaia tana nitida
- Tupaia tana paitana
- Tupaia tana sirhassensis
- Tupaia tana speciosa
- Tupaia tana utara

## Megjelenése
Szőre feketébe játszó sötétbarna; hasa táján vöröses, a fején és orrán szürkés; a fej hátsó felén egy szürke szalaggal. Torka vörösesszürke, hátán egy sötétbarna csík húzódik végig – de bundájának színe helyről helyre változik, aminek alapján alfajait különböztetik meg. Teste és farka is 15–20 cm hosszú.

## Életmódja
Főleg rovarokat és gyümölcsöket eszik; szívesebben tartózkodik a fákon, mint a földön. Kiterjedt erdőségekben, bambuszültetvényeken és a telepek odvas fáiban üt tanyát – az ember térhódításával a házakba is beköltözik – ezután könnyen szelídíthető.
Evés után éppen úgy tisztálkodik, mint a mókus, és a vizet is hasonlóképpen szereti. Területét fajtársai és egyéb betolakodók ellen is védelmezi.